# Bocksmyrtjärnen
Bocksmyrtjärnen är en sjö i Lycksele kommun i Lappland och ingår i Umeälvens huvudavrinningsområde. Sjön har en area på 0,0505 kvadratkilometer och ligger 215,1 meter över havet.

## Delavrinningsområde
Bocksmyrtjärnen ingår i det delavrinningsområde (716144-164499) som SMHI kallar för Rinner till Lill-Tannselet. Medelhöjden är 256 meter över havet och ytan är 12,49 kvadratkilometer. Det finns inga avrinningsområden uppströms utan avrinningsområdet är högsta punkten. Avrinningsområdets utflöde Umeälven mynnar i havet. Avrinningsområdet består mestadels av skog (91 procent). Avrinningsområdet har 0,07 kvadratkilometer vattenytor vilket ger det en sjöprocent på 0,6 procent.